# Hymenopyramis cana
Hymenopyramis cana là một loài thực vật có hoa trong họ Hoa môi. Loài này được Craib mô tả khoa học đầu tiên năm 1922.